# Kami (divinité)
Pour les articles homonymes, voir Kami.

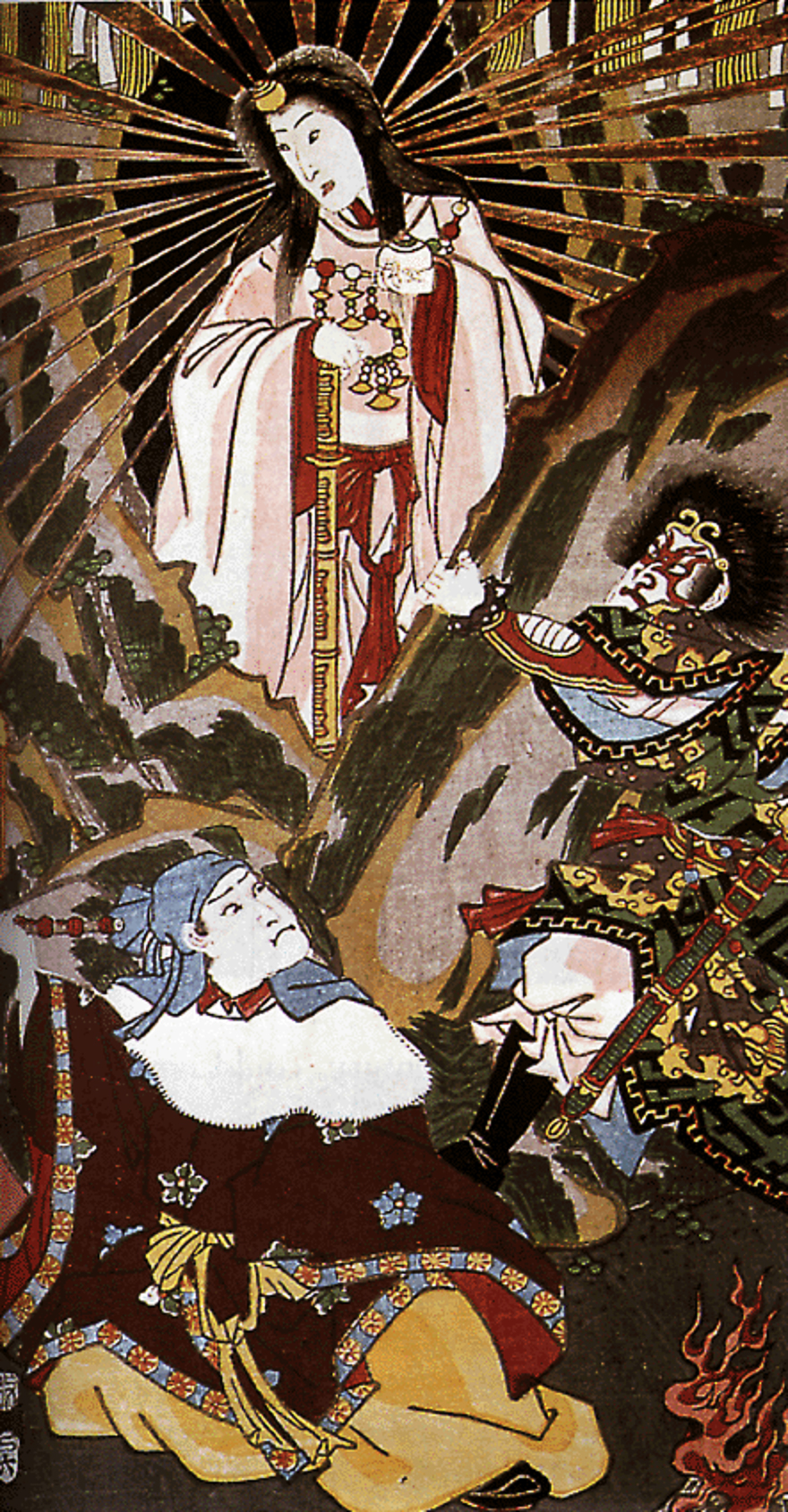
Amaterasu, un des principaux kamis de la religion shintoïste.

Un kami (神) est une divinité ou un esprit vénéré dans la religion shintoïste. Leur équivalent chinois est shen. Les kamis sont la plupart du temps des éléments de la nature, des animaux ou des forces créatrices de l'univers, mais peuvent aussi être des esprits de personnes décédées. Beaucoup de kamis sont considérés comme les ancêtres des clans, et il arrivait que certains de leurs membres ayant incarné de leur vivant les valeurs et vertus d'un kami deviennent eux-mêmes des kamis après leur mort.
Traditionnellement, seuls les grands et puissants chefs pouvaient devenir kamis, les empereurs en sont un exemple. Dans le shintoïsme, les kamis ne sont pas considérés comme des êtres distincts de la nature mais en font au contraire partie ; ils possèdent ainsi aussi bien des aspects positifs que négatifs, et des caractéristiques bonnes ou mauvaises,. Dans la croyance, ils sont supposés être cachés de notre monde et vivent dans un espace parallèle qui est le reflet du nôtre, appelé shinkai. Être en harmonie avec la crainte que peuvent inspirer les aspects de la nature, c'est être conscient du kannagara (随神, la « voie des kamis »). Bien que le monde des kamis soit traduit de bien des manières, aucune définition n'explique vraiment ce qu'il est. Ainsi, l’ambiguïté de la signification des kamis justifie la nature ambiguë des kamis eux-mêmes. Au fil du temps, le terme kami s'est étendu et inclut désormais d'autres divinités telles Bouddha ou Dieu.

## Étymologie
En japonais, le mot « kami » a pour sens premier « esprit », et non « dieu,, ». La notion s'est ensuite élargie pour désigner aujourd'hui plus généralement l'esprit d'une personne, Dieu, un être suprême, une effigie, un principe ou, de façon plus globale, tout ce qui peut être vénéré. Bien que « dieu » ou « divinité » soit l'interprétation la plus commune du mot kami, certains chercheurs shintoïstes soutiennent qu'une telle traduction peut causer des malentendus. De plus, la grande variété d'usage du mot peut être comparée à celle du deva sanskrit ou du Elohim hébreu. Tous deux se réfèrent en effet aussi à Dieu, aux dieux en général, aux anges ou aux esprits.
Dans certains cas, comme pour Izanagi et Izanami, les kamis sont des divinités personnifiées similaires aux dieux des mythologies antiques grecques et romaines. Dans d'autres, tels ceux concernant le phénomène d'auras naturelles, les kamis sont des esprits vivant dans les arbres ou des forces de la nature.
Il existe plusieurs suggestions quant à l’étymologie même du terme « kami » : 
- kami peut, de par sa racine, signifier simplement « esprit » ou désigner un aspect spirituel. Le mot s'écrit avec le kanji 神, qui se prononce en lecture sino-japonaise shin ou jin. En chinois, le caractère est utilisé pour qualifier les différents esprits de la nature présents dans la religion traditionnelle du pays, et non les divinités taoïstes ou les êtres suprêmes ;
- une forme apparemment proche, peut-être un emprunt lexical, se retrouve dans la langue aïnou dans laquelle le terme kamuy renvoie à un concept animiste très similaire à celui des kamis japonais ;
- à la suite de la découverte du Jōdai Tokushu Kanazukai (en), l'usage archaïque des kanas, on sait maintenant que le terme médiéval kami (上?) qui signifie « au-dessus » ou « en haut » n'a aucun lien avec le kami moderne. Le traduire par des notions telles « êtres divins » s'avère donc incorrect ;
- dans son étude consacrée au Kojiki, intitulée Kojiki-den, Motoori Norinaga donne une définition du terme « kami » : « Tout être qui possède certaines qualités éminentes sortant de l'ordinaire, ou qui est impressionnant de nature, est appelé Kami. »

En japonais, il n'existe pas de distinction grammaticale de nombre pour les noms communs, et il est ainsi parfois difficile de savoir si le mot kami se réfère à une seule ou plusieurs entités. Quand un emploi au singulier est nécessaire, -kami (神) ou -kamisama (神様) sont utilisés en tant que suffixes. En revanche, lorsque l'on cherche à désigner de multiples kamis, c'est le terme kamigami qui est employé.
Enfin, le genre non plus n'est pas sous-entendu dans le mot kami et, ainsi, il peut être utilisé comme référence aussi bien pour un mâle que pour une femelle. Le terme megami (女神) qui qualifie les kamis femelles est assez récent,.

## Histoire
La religion shinto n'ayant aucun fondateur, aucune doctrine commune et pas de texte religieux, le Kojiki (Anciennes chroniques du Japon) écrit en 712 et le Nihon shoki (Chroniques du Japon) datant de 720 forment à eux deux le tout premier récit des mythes de création japonais. Le Kojiki inclut aussi les descriptions de divers kamis.
Dans les anciennes traditions shintoïstes, il existait cinq caractéristiques qui définissaient les kamis :
1. les kamis ont des personnalités divergentes. Lorsqu'ils sont respectés, ils peuvent nourrir et aimer, mais il leur arrive de causer chaos et destruction s'ils sont méprisés. Les kamis doivent être apaisés si l'on veut gagner leur faveur et éviter leur courroux. Traditionnellement, ils possèdent deux esprits, l'un calme (Nigi-mitama)[12] et l'autre sûr de lui (Ara-mitama)[13]. De plus, dans le shintoïsme Yamakage, les kamis ont deux autres esprits cachés, l'un heureux (Saki-mitama)[14] et l'autre mystérieux (Kushi-mitama)[15];
2. les kamis ne sont pas visibles depuis le royaume des humains. Au lieu de cela, ils habitent les lieux sacrés, vivent par le biais des phénomènes naturels ou séjournent dans les personnes qui demandent leur bénédiction durant les rituels ;
3. ils sont capables de se déplacer, visitent leurs lieux de cultes qui peuvent être nombreux, mais n'y restent jamais pour toujours ;
4. il existe beaucoup de variétés distinctes de kamis. Le Kojiki en liste en tout trois cents, et tous ont des fonctions différentes. On peut ainsi croiser le kami des vents, tout comme celui des entrées ou des rues ;
5. pour finir, tous les kamis ont une autorité ou un droit différents selon les personnes qui les entourent. Puisque le peuple a pour obligation de garder les kamis heureux, en échange ceux-ci doivent exécuter la fonction spécifique de l'objet, du lieu ou de l'idée qu'ils hantent.

Le concept des kamis subit constamment des changements, mais leur présence dans la vie japonaise est, elle, restée constante. Les tout premiers rôles des kamis en tant qu'esprits reliés à la terre était d'assister les premiers groupes de chasseurs-cueilleurs dans leur vie quotidienne. Ils étaient alors adorés en tant que dieux de la terre, des montagnes et de la mer. La culture du riz se faisant de plus en plus importante et prédominante au Japon, la vision des kamis s'est peu à peu modifiée et on leur a attribué des rôles de soutien directement liés à la croissance des récoltes. Apparurent alors les kamis de la pluie, du sol et également du riz. Cette relation entre les premiers Japonais et les kamis s'est notamment manifestée à travers des rituels et des cérémonies durant lesquelles les hommes priaient les kamis de rendre les terres cultivables et de protéger les récoltes. Ces rituels sont aussi devenus un symbole de pouvoir et de force pour les premiers empereurs.
Dans la foi shinto, les mythes font l'objet d'une forte tradition. Dans le Kojiki, l'un d'eux relate l'apparition du prince Ninigi-no-Mikoto, petit-fils de la déesse solaire Amaterasu. Dans ce mythe, il est dit que quand Amaterasu envoya son petit-fils sur Terre afin qu'il y règne (événement appelé tenson kōrin), elle lui donna cinq graines de riz provenant des champs du Paradis : le Takama-ga-hara. Ce riz lui permit ensuite de transformer le désert qu'était la Terre. Jinmu, l'arrière-petit-fils de Ninigi, est considéré comme le premier empereur (légendaire) du Japon.
Les conflits d'ordre social et politique ont aussi joué un rôle clé dans le développement de nouvelles sortes de kamis, notamment ceux qu'on appelle les goryo-shin. Ces derniers désignent les esprits vengeurs des morts auxquels la vie a été brutalement arrachée. Cependant, lorsque les adeptes shinto parvenaient à les calmer en usant de leur foi, ils devenaient alors des êtres vénérés et obtenaient pour rôle la punition de ceux qui n'honoraient pas les kamis. Cette croyance se poursuit encore aujourd'hui.
Tout comme les kamis eux-mêmes, le panthéon des kamis change également constamment de définition et de portée. Les besoins du peuple se modifiant au fil de l'histoire, les terrains d'action et rôles des divers kamis ont fait de même. Beaucoup d'exemples sont liés au domaine de la santé, comme le kami de la variole, dont le rôle s'est étendu pour inclure toutes les maladies contagieuses en général, ou encore le kami des tumeurs et furoncles, qui représente aujourd'hui aussi le cancer et ses différents traitements.
Enfin, dans les anciennes religions animistes, les kamis étaient simplement considérés comme les forces divines de la nature. Les fidèles de l'ancien Japon vénéraient les éléments de la nature qui dégageaient une beauté et un pouvoir particuliers tels les chutes d'eau, les montagnes, les rochers, les animaux, les arbres, les herbes ou même les rizières. Ils étaient persuadés que ces esprits kamis méritaient le respect.
Kojiki et Nihon shoki distinguent ainsi deux sortes de kamis : ceux qui sont immortels et ceux qu’on inhume après leur mort. Les premiers sont les kamis célestes (天津神, amatsukami), résidant au Takamagahara ; les seconds sont les kamis du pays (国津神, kunitsukami), présents sur Terre soit avant la descente de Ninigi, soit en tant que descendants de kamis descendus sur Terre.

## Principaux kamis
- Izanami, déesse de la création puis de la mort
- Izanagi, dieu de la création
- Amaterasu, la déesse du soleil
- Hachiman, le dieu de la guerre
- Kotoamatsukami, les premiers kamis au moment de la création de l'univers
- Omoikane, la déesse de la sagesse
- Tsukuyomi, le dieu de la lune
- Susanoo, le dieu des mers et de la tempête
- Inari, la déesse du riz
- Saruta-hiko, le dieu de la terre
- Uzume, la déesse de la gaieté
- Ryūjin, le dieu dragon de la mer et des éclairs
- Shinigami, le dieu de la mort
- Raiden, le dieu du tonnerre
- Fujin, le dieu du vent

## Izanagi et Izanami
Tout commença par les Kotoamatsukami, puis grâce au couple divin fondateur, Izanagi et Izanami. Issus d'une longue lignée de divinités, ils descendirent de la Voie lactée pour créer les îles du Japon. La première île construite fut celle d'Onogoro-Shima ou ils bâtirent leur demeure et se marièrent. C'est aussi l’île qui vit naître le dieu Hiruko, appelé plus tard Ebisu, le dieu des marins et des pécheurs. Né sans os, il fut abandonné par ses parents dans un panier laissé aux courants marins. Ils eurent de nombreux enfants, tous des kamis : de l'eau, du vent, des arbres, des rivières, des montagnes, etc. Izanami mourut en enfantant le dieu du feu. Izanagi assassina ce dieu et rejoignit son épouse aux enfers. Izanami, furieuse, le fit chasser : Izanagi ne réussit à survivre qu'en jetant derrière lui différents objets (peignes, pêches, grosse pierre), destinés à entraver la course de ses poursuivants.
Le couple, désormais séparé, divisa les rôles : à elle, le pouvoir de tuer chaque jour 1 000 êtres humains ; à lui, celui d'en faire naitre 1 500. C'est en se purifiant de son séjour aux enfers qu'Izanagi donna la vie à d'autres divinités dont trois principales : de son œil gauche apparut Amaterasu, déesse du soleil ; de son œil droit, Tsukuyomi, dieu de la lune ; de son nez, Susanoo, dieu de la tempête.